# Cybaeus tetricus
Cybaeus tetricus es una especie de araña araneomorfa del género Cybaeus, familia Cybaeidae. Fue descrita científicamente por C. L. Koch en 1839.
Habita en Europa.